# Neofreocorus novaki
Neofreocorus novaki là một loài bọ cánh cứng trong họ Cerambycidae.